# Visantoña (Mesía)
Visantoña o San Martín de Visantoña (llamada oficialmente San Martiño de Visantoña) es una parroquia del municipio de Mesía, en la provincia de La Coruña, Galicia, España.

## Patrimonio
Lindando con la parroquia de Filgueira de Traba (concello de Oza-Cesuras) está el castro da Braña. La iglesia parroquial de San Martín de Visantoña, de construcción reciente, es de planta rectangular. En su interior se guarda un retablo del siglo XVIII.

## Fiestas
- Las Flores, el último domingo del mes de mayo.
- Virgen del Rosario los días 2 y 3 de julio.
- San Martiño: 10, 11 e 12 de noviembre.

## Entidades de población
Entidades de población que forman parte de la parroquia:
- A Calzada
- A Carballeira
- A Iglesia (A Igrexa)
- A Painceira
- A Ribeira
- A Valga
- Busto
- Cubelo (Covelo)
- Escarabelleira (Escaravelleira)
- O Calexo
- O Castro
- O Pedrido
- O Pousadoiro
- O Rochino (O Rochiño)
- Os Martices
- Os Ricos
- Seble
- Vilanova

## Demografía
| Gráfica de evolución demográfica de Visantoña entre 2000 y 2018 |
|                                                                 |
| Población de derecho según el padrón municipal del INE          |